# Categories for the Working Mathematician
Categories for the Working Mathematician est une monographie dédiée à la théorie des catégories, écrite par le mathématicien américain Saunders Mac Lane, l'un des cofondateurs de la discipline. L'ouvrage, largement considéré, comme une référence de premier choix en la matière, est basé sur les cours donnés par l'auteur à l'université de Chicago, à l'université nationale australienne, au Bowdoin College et à l'université Tulane.
Il est publié pour la première fois en 1971 et bénéficie d'une seconde édition, augmentée, en 1998.
Une réimpression brochée avec nouvel  (ISBN 978-1-4419-3123-8) est publiée en 2010.

## Contenu
Chapitre I. Catégories, foncteurs et transformations naturelles.
Chapitre II. Constructions sur les catégories.
Chapitre III. Universels et limites.
Chapitre IV. Adjoints.
Chapitre V. Limites.
Chapitre VI. Monades et algèbres.
Chapitre VII. Monoïdes.
Chapitre VIII. Catégories abéliennes.
Chapitre IX. Limites spéciales.
Chapitre X. Extensions de Kan.
La seconde édition ajoute deux chapitres, motivés par l'importance des outils traités en physique théorique (théorie des cordes et des champs) et les catégories d'ordre supérieur :
Chapitre XI. Symétrie et catégories monoïdales tressées ;
Chapitre XII. Structures sur les catégories.
Bien qu'il soit la référence classique en théorie des catégories, une partie de sa terminologie n'est pas standard.
En particulier, Mac Lane a tenté de régler une ambiguïté dans l'usage des termes épimorphisme et monomorphisme par l'emploi de nouveaux termes epic et monic, mais cette distinction n'est pas communément utilisée.